# Respekt
Respekt – polski zespół wokalno-instrumentalny, istniejący od końca 1969 roku do końca 1970 roku.

## Historia
Kierownikiem artystycznym i klawiszowcem grupy był Antoni Kopff.
Skład zespołu tworzyli: Zofia Borca (śpiew), Elżbieta Linkowska (śpiew), Krystyna Prońko (śpiew, kompozytorka utworów Cały maj i Daleko przed siebie), Jerzy Głód  (gitara), A. Kopff (pianino, organy), Zbigniew Sztyc (saksofon tenorowy), Bronisław Ścibór (saksofon tenorowy), Adam Sikora (trąbka), Tadeusz Sikora (puzon), Janusz Cywiński (gitara basowa) i Wojciech Tarczyński (perkusja, kompozytor utworu Oboje).
Zespół lansowany był przez program III Polskiego Radia, miał ambicję być formacją jazz-rockową (miał być polską odpowiedzią na propozycje grupy Blood, Sweat and Tears, jak twierdzi A. Kopff). W 1970 roku odbył trasę koncertową zakończoną w czerwcu w Warszawie. Grupa występowała u boku Czesława Niemena. Wspólne występy zakończyły się zaangażowaniem wokalistek do towarzyszącego mu tercetu wokalnego.
Od października 1970 r. Respekt tworzyli:
Marianna Wróblewska (śpiew), Marek Pawlak (śpiew), A. Sikora (trąbka), T. Sikora (puzon), Z. Sztyc (saksofon), Jacek Kafel (gitara), A. Kopff – organy, pianino, Andrzej Pawlik (gitara basowa), Wacław Kozłowski (perkusja).
Mimo ambitnych planów, zespół nie przetrwał zbyt długo i z końcem roku uległ rozwiązaniu. Kopff rozpoczął współpracę z Partitą.
Wcześniej członkowie zespołu występowali w formacjach:
- Elżbieta Linkowska – Elżbietki
- Krystyna Prońko – Refleks
- Zbigniew Sztyc – Niemen Enigmatic[2]
- Tadeusz Sikora – Wawele
- Andrzej Pawlik – Wawele
- Jacek Kafel – Czarne Perły, Wawele
- Marek Pawlak – Dżamble, Wawele.

## Dyskografia

### Kompilacje
- 1970 (kwiecień): – Discorama 1 – B4: Oboje (LP Pronit – XL 0673)
- 1993: Nie zadzieraj nosa – Piosenki Marka Gaszyńskiego – Cały maj (CD Polskie Nagrania „Muza” – PNCD 248)
- 1995: Przeboje Marka Gaszyńskiego – Cały maj (MC Polskie Nagrania „Muza” – CK 1372)
- 2007: Discorama – Oboje (CD Polskie Radio – PRCD 1009)[3]
- 2009: Polish Funk 4 – Daleko przed siebie (CD Polskie Radio – PNCD1222)[4]
- 2009: Polish Funk 4 – Daleko przed siebie (LP Polskie Radio – SX 4005)[4]

### Czwórki
- 1970 (czerwiec-lipiec): Górnik gola / Cały maj / Dziura / Daleko przed siebie (EP Pronit – N-0611)

### Nagrania radiowe
- 1970 (kwiecień): Cały maj, Daleko przed siebie[5], Oboje, Kolarski rock’n’roll, Za czym tęsknisz, Są takie chwile, Sprzedaj mnie wiatrowi, Tak to ja, Żegnaj mała